# Andrena tadauchii
Andrena tadauchii är en biart som beskrevs av Gusenleitner 1998. Andrena tadauchii ingår i släktet sandbin, och familjen grävbin. Inga underarter finns listade i Catalogue of Life.